# ソウ語
ソウ語（ソウご、ペルシャ語:زبان سوی)は、インド・ヨーロッパ語族インド・イラン語派のイラン語群西イラン語群北西イラン語群に属す言語である。ソウフ語、ソ語、ソフ語とも呼ばれる。エスファハーン州ソウで話されている。